# Букурещка библия
Букурещката библия от 1688 година е първият пълен превод на румънски език на Светото писание.
Издадена е на румънска кирилица и този превод като текст представлява изключителен интерес за историческата лингвистика и в частност за историята на румънския език. Тестът ѝ е компилация от така наречената франкфуртска Септуагинта от 1597 г. и венецианска Библия, година по-рано – през 1687 г.
Проектът за румънска Библия започва през 1682 г. при управлението на Щербан I Кантакузин. В него участва Николае Милеску – за Стария завет, а преводът на Новия завет е по митрополит Симеон Стефан от 1648 г., който е покровителстван в духовните си и книжовни занятия от трансилванския владетел Дьорд I Ракоци.
Букурещката библия се приема за крайъгълен камък за използването на румънския език в богослужението – процес, който продължава и през следащото столетие.